# Pavel Varvařovský
Pavel Varvařovský (* 16. října 1945 České Budějovice) je český právník, v letech 2010 až 2013 veřejný ochránce práv, bývalý soudce Nejvyššího soudu České republiky a Ústavního soudu České republiky.

## Život
V letech 1963–1968 vystudoval Právnickou fakultu Univerzity Karlovy v Praze, doktorát práv v oboru správní právo získal na téže fakultě roku 1973. V letech 1969 až 1984 pracoval jako podnikový právník v několika státních podnicích (Vinařské závody Mikulov, Státní lázně Jeseník, Rudné doly Jeseník, Ingstav Brno). V letech 1985 až 1990 působil jako odborný asistent v Institutu pro další vzdělávání pracovníků ve zdravotnictví v Brně. V roce 1991 byl poradcem zmocněnce vlády ČSFR pro otázky uprchlíků.
V září 1992 byl jmenován soudcem Nejvyššího soudu České a Slovenské Federativní Republiky, od 1. ledna 1993 soudcem Nejvyššího soudu České republiky, v období 29. března 1994 až 29. března 2004 byl po celé funkční období soudcem Ústavního soudu České republiky, jímž ho jmenoval prezident Václav Havel.
7. září 2010 byl zvolen českým veřejným ochráncem práv. Na jeho volbě se dohodla koalice s volební silou 118 hlasů, v tajné volbě ho ve druhém kole podpořilo 98 poslanců. Po dobu výkonu funkce několikrát pohrozil, že na ni rezignuje, například v případě, že budou poslanci ignorovat jeho legislativní návrhy, a také o tom uvažoval po zvolení Stanislava Křečka do funkce zástupce. Dne 11. prosince 2013 oznámil, že k 20. prosinci 2013 odstoupí z funkce veřejného ochránce práv. Tentokrát důvody odmítl komentovat. Podle Křečka Varvařovský zaměstnancům svého úřadu řekl, že důvody jeho odchodu nesouvisejí s vnitřní činností úřadu. To potvrdil i v den odchodu z úřadu. Odešel prý z mnoha menších důvodů a kvůli svému věku. Později pak dodal, že jedním z důvodů bylo i vážné onemocnění (rakovina) jeho manželky.
Publikoval odborné právnické články zejména z oboru správního soudnictví, medicínského práva a pracovního práva, je autorem knihy Základy práva. Je členem vědecké rady Právnické fakulty Univerzity Karlovy.
Není a nebyl členem žádné politické strany ani hnutí. Je ženatý a má dvě děti, již dospělé.